# Comico (éditeur)
Pour les articles homonymes, voir Comico.
Comico était une maison d'édition américaine de bande dessinée fondée en 1982 par Gerry Giovinco, Phil Lasorda et Bill Cucinotta. Elle a disparu en 1997. Elle a publié Robotech, Mage: The Hero Discovered et Grendel de Matt Wagner, ainsi que Rocketeer de Dave Stevens.

## Historique

### De 1982 à 1997
En 1982, Gerry Giovinco, Phil Lasorda et Bill Cucinotta, trois jeunes étudiants aux Beaux-Arts décident de fonder leur propre maison d'édition pour publier leurs créations. La petite entreprise est nommée Comico:the Comic Compagny le plus souvent abrégée en Comico). Leur premier comics, intitulé Primer est en noir et blanc et accueille leurs séries. Ce sont Shlaughterman, Az, Mister Justice et Skrog. La qualité artistique est très faible. Dans le second numéro de cette anthologie, ils sont rejoints par  Matt Wagner qui a alors une vingtaine d'années et qui propose sa première histoire de Grendel. Bien que cette série soit promise à un bel avenir, elle est alors de qualité médiocre. Cela n'empêche pas à la société de se développer. Par la suite Ils publient des œuvres originales comme Mage toujours de Matt Wagner, Elementals de Bill Willingham, Evangeline de Chuck Dixon. À côté de ces œuvres originales Comico publie des adaptations comme Space Ghost de Steve Rude et des comics mettant en scène Robotech, Jonny Quest ou Star Blazers. En 1992, la société fait faillite et est rachetée par Andrew Rev mais le nouveau propriétaire ne publie presque rien  et en 1997, elle disparaît complètement.

### Renouveau sur Internet
En 2009, Gerry Giovinco et Bill Cucinotta annoncent le retour de Comico mais cette fois les publications se feront sur internet. La société est renommée en CO2comics.

## Politique éditoriale
Comico avait pour principe de rendre les planches aux créateurs.